# Авета (Торино)
Авета је насеље у Италији у округу Торино, региону Пијемонт.
Према процени из 2011. у насељу је живело 85 становника. Насеље се налази на надморској висини од 344 м.